# Кріплення прицілу

Зліва направо: Зображення в розрізі рейки Цейса і кільцевого кріплення, обидва з інтерфейсом рейки Пікатінні.

Кріплення прицілу використовують для кріплення оптичних прицілів або інших типів прицілів вогнепальної зброї. Приціли, зазвичай, виготовляють для двох основних типів кріплень, які можна класифікувати, як приціли для кільцевих кріплень, наприклад, 30 мм трубка, або приціли для рейкових кріплень, наприклад, рейка Цейса. Такі слова як кріплення та основа використовують дещо вільно, а тому вони можуть відповідати за різні частини, які використовуються разом або окремо одна від одної для кріплення оптичних прицілів до вогнепальної зброї.
На 2020 рік найпоширенішим кріпленням прицілів до вогнепальної зброї є рейка Пікатінні. Деякі приціли розроблені таким чином, щоб їх можна було встановити за допомогою кільцевого кріплення або на рейці, в той час існують приціли які мають інтегровані механізми кріплення, що дозволяють встановлювати приціли напряму на зброю, наприклад, вбудоване кріплення Пікатінні. Існує безліч запатентованих і фірмових типів кріплень, які можна використовувати або з планками Пікатінні, або як альтернатива Пікатінні (більш детально це описано в розділі З'єднання прицілу та зброї). Кріплення прицілів можуть пропонувати виробники зброї та прицілів або кустарні виробники.

## Приціли на рейках

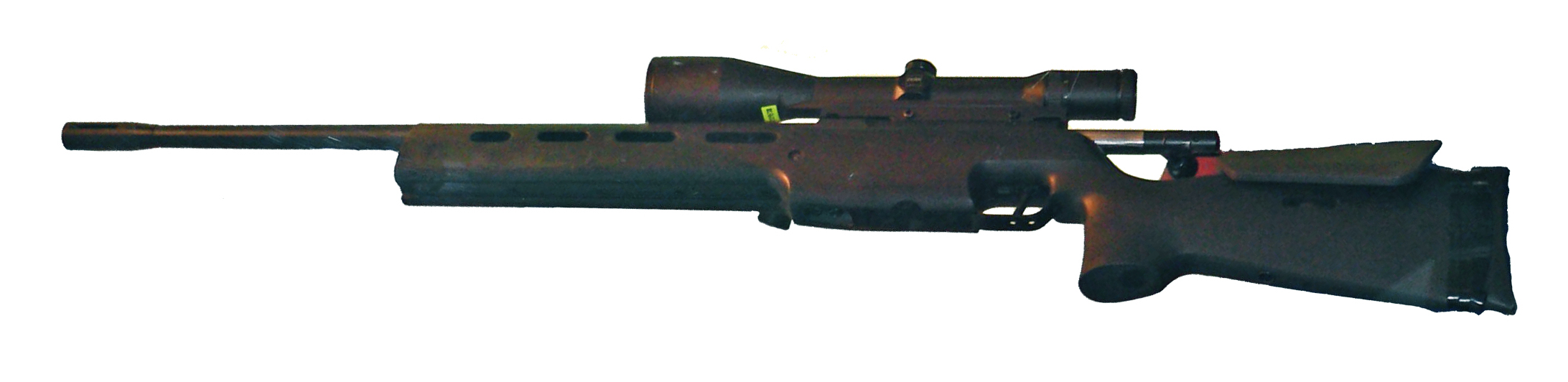
Рейка Цейса на гвинтівці SIG Sauer SSG 3000.

### Рейка Цейса
Найбільш поширеною серед рейкових кріплень є V-подібна рейка Цейса з кутом нахилу 22,5 градуси. Вона була представлена в 1990 році. Після закінчення дії патенту в 2008 році, різні виробники почали пропонувати сумісні приціли, серед них були Blaser, Leica, Minox, Meopta, Nikon, Noblex (колишня Docter), Schmidt & Bender та Steiner. Таким чином, у певному сенсі він став галузевим стандартом де-факто для рейкових кріплень прицілів. Досі ця система найширше використовувалася на європейському ринку зброї високого класу.

### Рейка Swarovski SR
Рейка Swarovski SR (запатентована в 2002 році, представлена в 2005 році. Рейку Swarovski SR також використовує компанія Kahles, дочірня компанія Swarovski.) представляє собою пласку рейку великою кількістю "зубів" і пропонується лише з прицілами від Swarovski та Kahles. Вона відрізняється від рейки Цейса тим, що має зубці та не може самоцентруватися.

### Рейка S&B Convex
Попереднім конкуруючим стандартом були рейка Schmidt & Bender Convex у формі півкола представлена в 2005 році. Через кілька років Schmidt & Bender перейшли на стандарт рейка Цейса. На відміну від систем Zeiss і Swarovski, опукла рейка S&B мала можливість додати нахил до прицілу під час монтажу, щоб сітка не була горизонтальна відносно землі.

### Призматична рейка 70 градусів
Існує старіша європейська система перевернутої V-подібної форми (70 градусів). Сьогодні ця система мало поширена. Перевага цієї системи полягала в тому, що її свого часу пропонували більшість європейських виробників прицілів, а недоліком було те, що планку доводилося просвердлювати під гвинт щоразу, коли потрібно було відрегулювати відстань вихідної зіниці. Всі нові стандарти рейок кріплення не мають такої проблем.

## Приціли для кільцевих кріплень

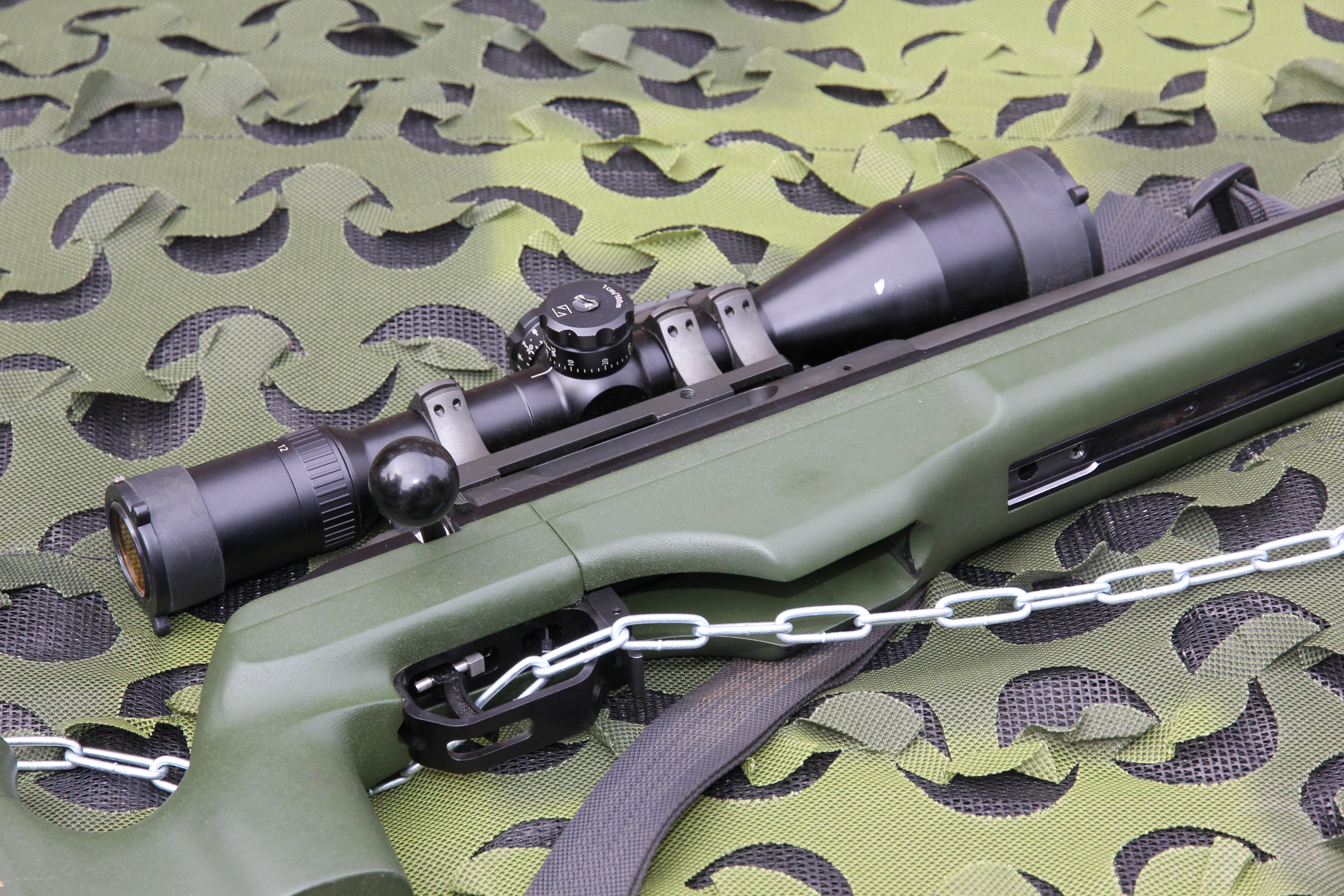
30 мм кільцеве кріплення (з 3 кільцями) на гвинтівці Sako TRG-42.

Кільцеве кріплення зазвичай складається з основи, яка прикріплена до зброї, та кілець (зазвичай два), які прикріплені до прицілу. Зазвичай кільця зроблені зі сталі або алюмінію. Загальні діаметри кільцевих кріплень становлять 25,4 мм (1 дюйм), 26 мм, 30 мм та 34 мм. Існують великі відмінності в міцності та здатності підтримувати точність на різних вузлах. З слабкими набоями, такими як .22 LR, використовують легкі рішення, пара тонких алюмінієвих кілець підходять для цього завдання, в той час як для зброї з потужним відбоєм, яка має важкий приціл будуть потрібні сталеві або товсті алюмінієві кільця з противідбійними виступами.

### Розміри
Приціли для кільцевих кріплень мають різні розміри. Найбільш поширеними є:
- 1 дюйм (25,4 мм)
- 30 мм
- 34 мм

Менш поширеними стандартами є:
- 3⁄4 дюйма (19 мм)
- 7⁄8 дюйма (22 мм)
- 26 мм - Деякі старі європейські приціли
- 35 мм - Деякі моделі IOR, Vortex та Leupold
- 36 мм - Деякі моделі Zeiss та Hensoldt
- 40 мм - Деякі моделі IOR та Swarovski dS

### Притирання
Для рівномірного закріплення вузла кілець важливо, щоб кільця прицілу були круглими та співвісними з трубкою прицілу. На кільцевих опорах з нерівномірним закріпленням кільцева опора може бути притерта, щоб запобігти нерівномірному тиску під час монтажу. 

### Вставки кільця
На ринку є вставні кільця, які дозволяють встановлювати приціл всередині кільцевого кріплення більшого діаметру. Прикладом може бути встановлення прицілу з 1-дюймовою (25,4 мм) трубою в 30 мм кріплення з використанням пластикової вставки.
На ринку також є спеціальні кільцеві кріплення з кільцевими вставками круглої форми, призначеними для забезпечення монтажу без притирання, наприклад, відомими є кільця Burris Signature і кільця Sako Optilock. Burris Signature було представлено в 1995 році. Заявка на патент була подана в 1994 році, а була видана в 1995 році. Sako Optilock продається з початку 2000-х. Торгова назва Optilock була зареєстрована в США в грудні 1997 року і продається в США з грудня 2001 року. У 2000 році Sako був проданий Beretta Holding. У 2002 році Burris також був проданий Beretta Holding, і таким чином Burris і Sako отримали одного власника. Первісний патент Burris на кільця з круглими вставками вважався таким, що втратив чинність у 2014 році, а станом на 2020 рік він мав позначку ,термін дії остаточно закінчився".
У 2015 році були запущені XTR Signature Rings, як подальший розвиток серії Burris Signature. Варіант XTR відрізняється тим, що має дві круглі порожнини на кільце у зборі замість однієї. Патент на XTR Signature Rings був поданий у 2016 році та був наданий Burris у 2019 році.

## Кріплення компактних прицілів

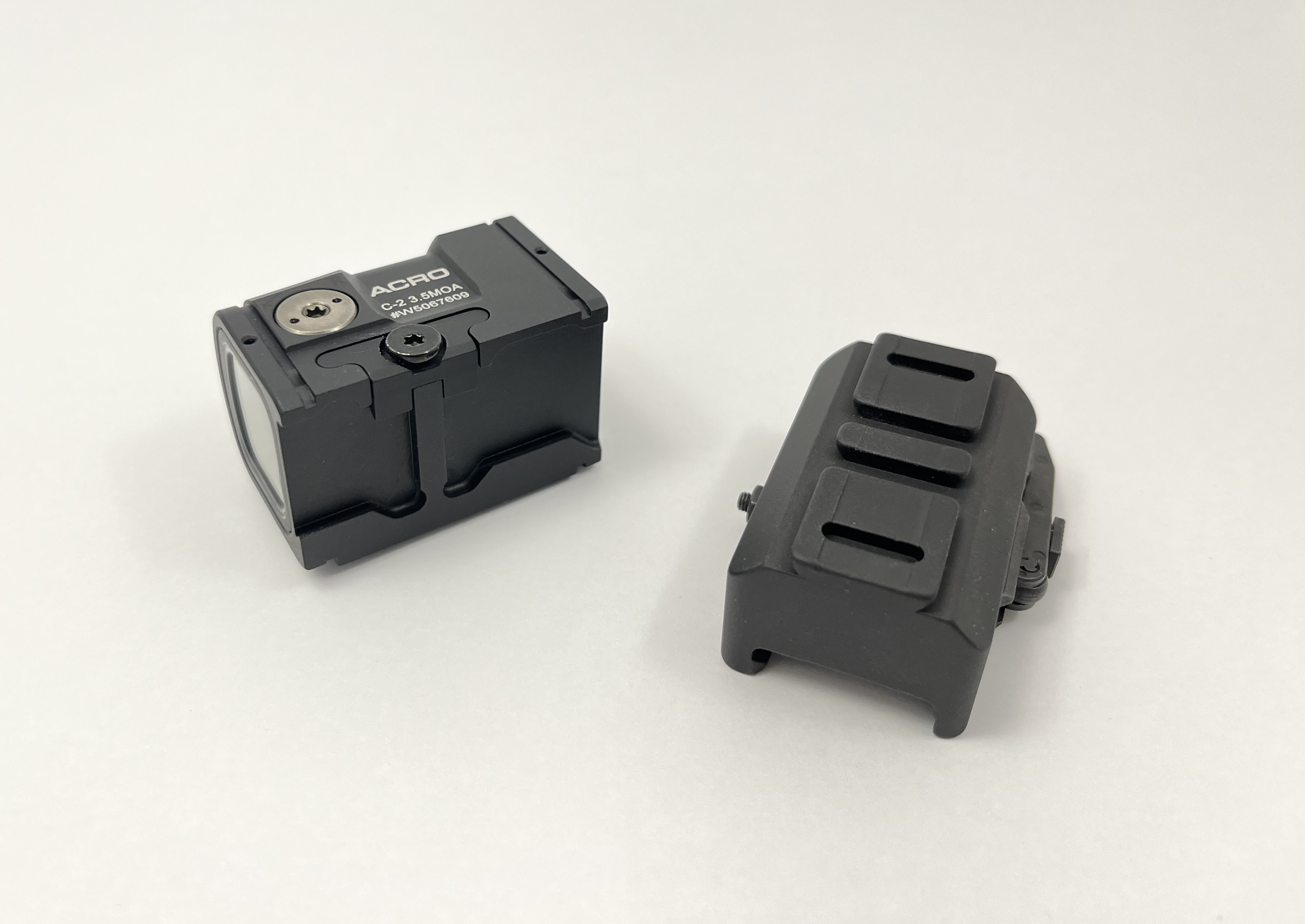
Ліворуч: Рефлекторний приціл Aimpoint Acro C2 лежить на боку. Праворуч: рейка Acro на стійці Пікатінні.

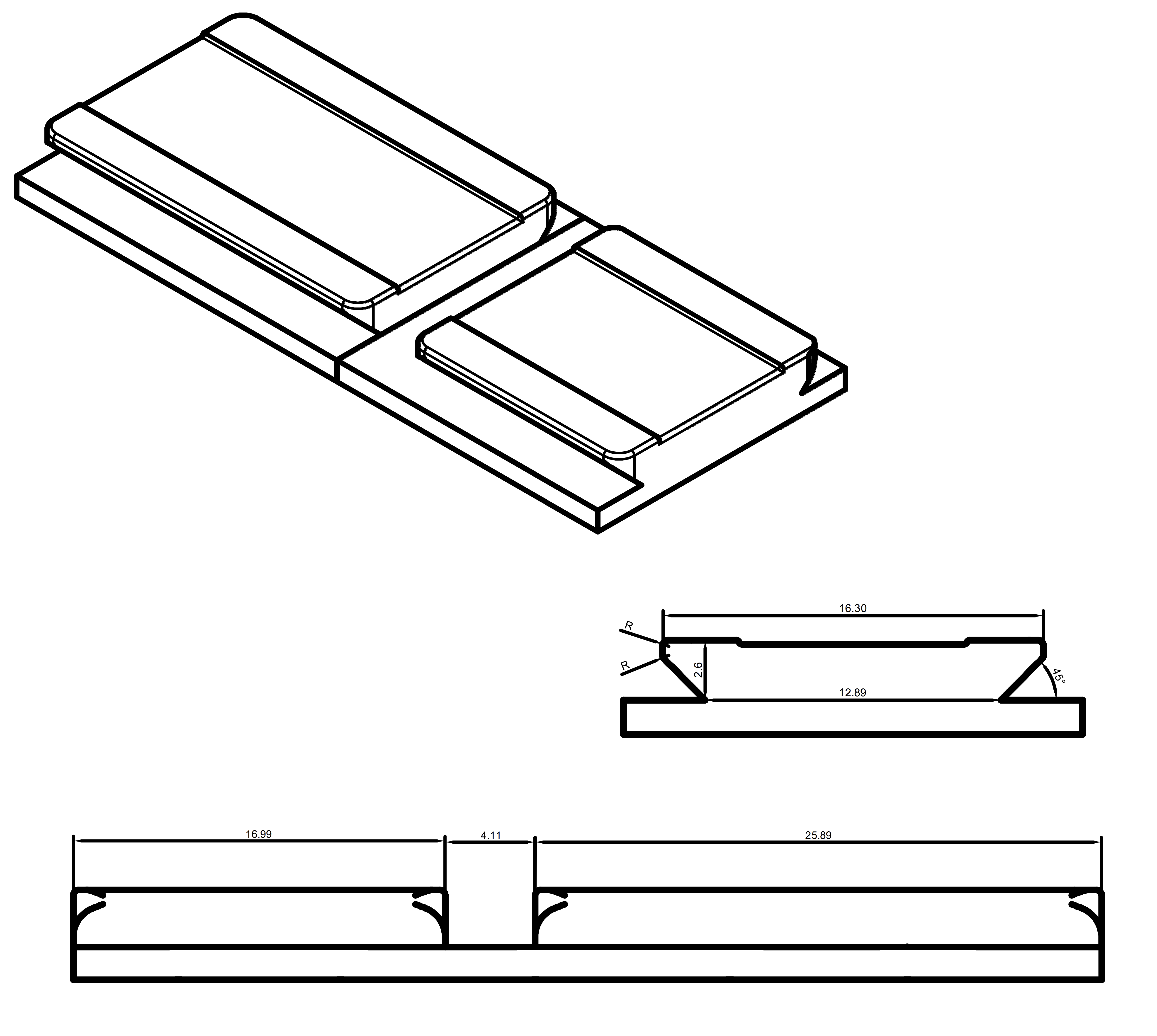
Приблизні розміри рейки Acro.

Багато рефлекторних прицілів (наприклад, приціли з червоною точкою) і голографічні приціли мають власні кріплення.
- Рейка Aimpoint Acro: Рейка типу "ластівчин хвіст" для кріплення прицілу за допомогою затискного механізму та з прямою канавкою проти відбою шириною 4 мм.[24]. Ширина ластівчиного хвоста приблизно 16,5 мм та є закругленим щоб не мати гострих країв. Кріплення настільки компактне, що підходить для використання на пістолетах, а також гвинтівках та дробовиках. Воно з'явилося в 2019 році разом з прицілами Aimpoint Acro P-1 та C-1.[25] Також його використали з Aimpoint Acro C-2 та P-2 й Steiner MPS.
- Стандарт Aimpoint Micro: Вперше було представлено в 2007 році[26] на невеликому трубчастому прицілі Aimpoint, але зараз їх випускають різні виробники. Приціл використовують на гвинтівках та дробовиках, для пістолетів не підходить через розмір. У стандарті кріплення використовуються чотири гвинти та один поперечний паз, що діє як виступ відбою. Кріплення використовують на прицілах червона крапка, таких як Aimpoint Micro, Vortex Crossfire, Sig Sauer Romeo 4 & 5 та деяких варіантах Holosun Paralow.[23]
- Кріплення Aimpoint CompM4: З'явився в 2007 році[27] на прицілі Aimpoint CompM4. Приціл кріпиться до кріплення за допомогою двох гвинтів М5 з нижньої сторони, а кріплення має поперечну канавку, яка є виступом відбою. Лінійка Aimpoint Comp була запущена в 1993 році.[27] Попередник CompM4, CompM2, мав 30 мм кільцеве кріплення, який був представлений американським військовим в 2000 році. Деякі виробники скопіювали систему кріплення M4, але в основному він використовувався Aimpoint.[28]
- Стандарт C-More: Стандарт кріплення представлений C-More Sights. Використовує два гвинти та дві круглі насічки, які є виступами відбою. Використовують на прицілах red dot, таких як Delta Optical MiniDot, Kahles Helia, Vortex Razor та Sig Sauer Romeo3.[23]
- Стандарт Docter/Noblex: Схема кріплення, яка протягом 2010-х років використовувалась найбільшою кількістю виробників, можливо, через широкий спектр доступних кріплень на вторинному ринку. У стандартному кріпленні використовуються два гвинти та чотири круглі виїмки, які є виступами відбою.[23] Використовують на прицілах red dot, таких як Docter/Noblex sights, Burris Fastfire, Vortex Viper, Leica Tempus, тощо.
- Стандарт Shield: Власний стандарт, який використовує Shield Sights. Подібний за формою до Noblex/Docter, але з іншими розмірами.[23] Окрім використання на прицілах Shield red dot, його також використовують Leupold Delta Point Pro.
- Стандарт Trijicon RMR/SRO: Має два гвинтові отвори та дві неглибокі круглі виїмки, які є виступами відбою.[23] В основному використовується на прицілах Trijicon RMR та SRO red dot, а також на деяких прицілах Holosun.
- Інше: Є деякі відомі приціли red dot, які мають унікальні кріплення не сумісні з жодним із перерахованих вище - Sig Sauer Romeo 1, Holosun Paralow 403A,[23] Holosun 509T та Swampfox Kraken MRDS. Існують також рефлекторні приціли для кільцевих кріплень (наприклад, Aimpoint CompM2 з 30 мм трубкою) або з вмонтованою базою Пікатінні.

## Зв'язок між прицілом та зброєю

### Основи
Під основною зазвичай мають на увазі сполучну деталь між оптичним прицілом і вогнепальною зброєю. Наприклад, основа може мати кріплення Пікатінні на нижній стороні, а верхня сторона має кільце (наприклад, 30 мм) або рейкове кріплення (наприклад, рейка Цейса). У деяких зборках верхня і нижня частини основи є окремими деталями, які треба скрутити разом і закріпити із заданим крутним моментом. Таким чином, основа іноді може бути повним вузлом кріплення прицілу, але найчастіше використовується для позначення нижньої частини вузла кріплення прицілу, що складається з двох частин.
Частина зброї яка призначена для кріплення оптичного прицілу часто називають основа або рейка.
Серед типів основ є:
Стандартні кріплення
- Рейка Пікатінні: Стандартні відстані між канавками.
- Рейка Вівера: Різна ширина між канавками.

Метричні параметри рейки Пікатінні.
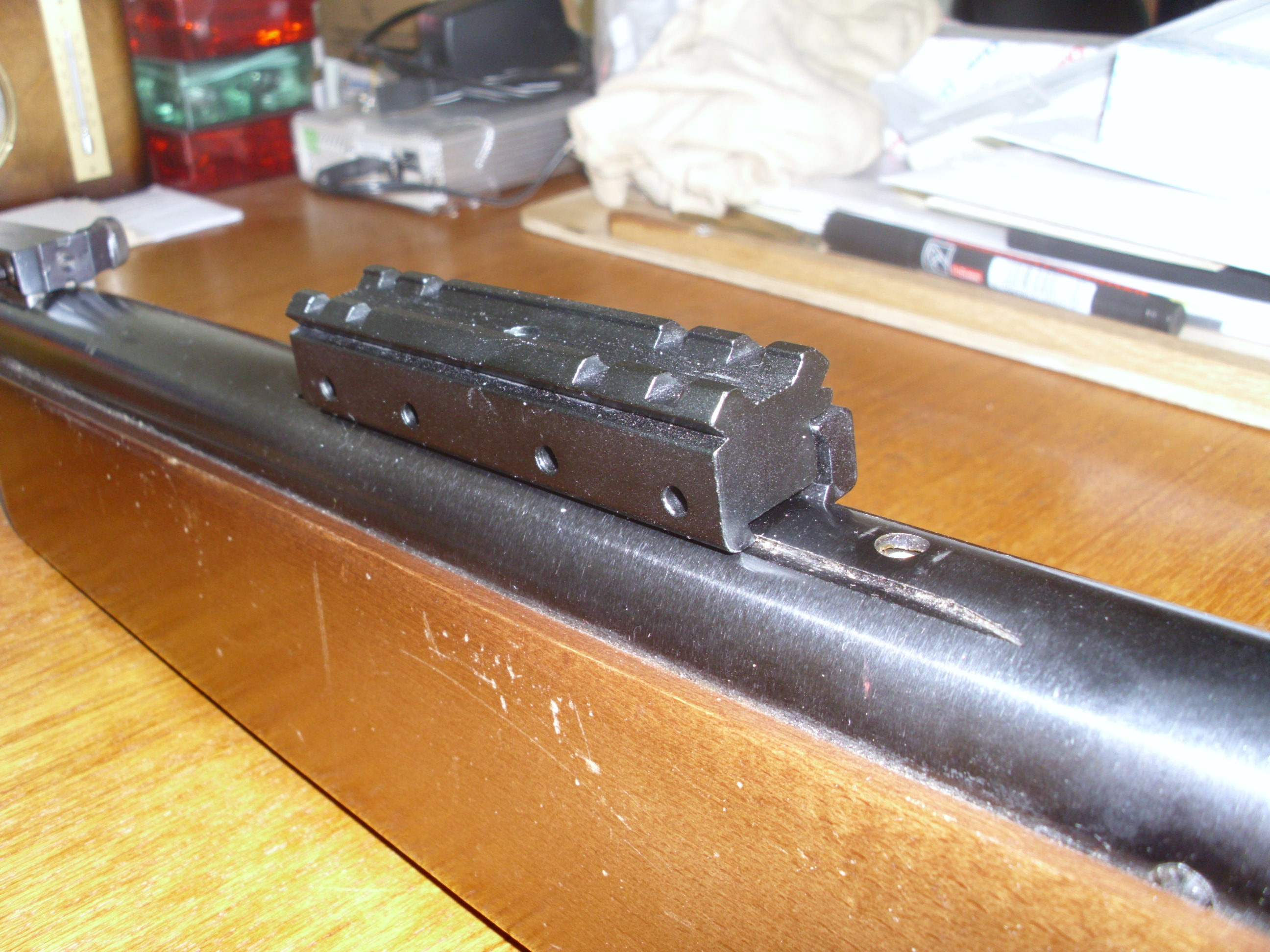
Рейка Вівера на пневматичній зброї.

Власні кріплення та кріплення для певних брендів
- Кріплення Кіготь. Кілька типів, наприклад, кріплення Suhl Claw Mounts,[30] Ziegler ZP тощо.
- Поворотне кріплення. Кілька типів, наприклад EAW, MAKlick, Steyr Luxus, тощо.[31]
- Aimpoint Micro, також використовують інші виробники прицілів red dot.[32] (Не сумісний зі стандартами кріплень Aimpoint Comp або Aimpoint ACRO).
- Сідлоподібне кріплення Blaser[33]
- Кріплення Contessa 12 мм "Euro rail"[34][35]
- Browning X-Lock[36]
- Подвійний ластівчин хвіст, який повертається і вставляється на місце.[37] Кілька видів, наприклад Leupold Dual Dovetail[38]
- Mauser M03 Double Square Mount[39][40][41]
- Пікатінні-проти-пікатінні (Burris Eliminator[42])
- Рейкове кріплення типу Pulsar. Візуально дещо схожий на рейку Цейса, але вони не сумісні через ширшу основу та крутіший кут.
- Кріплення типу Redfield[43] з регульованою по вітру основою, також відомий як Redfield Standard Junior. Подібні концепти роблять інші виробники, наприклад, "Leupold standard", "Burris TU/SU". Також їх виробляє Weaver. У кожного виробника свої специфікації.
- Інтегральне кріплення типу Ruger (використовують на Ruger No. 1,[44] Ruger M77,[44][45] Gunsite Scout,[44][46] серія Ranch на Mini-14[44][47] та Mini-30,[44] Deerfield Carbine,  Model 96 (лише .44 Magnum)[48] та PC Carbine.[49])
- Sako Optilock,[50] або з кільцями окремо від основи, або з кільцями у складі основи. Основи випускаються в різних варіантах, щоб підходити до конічної рейки Sako (доступний для трьох різних типів затворів), прямий ластівчин хвіст Tikka (11 мм або 17 мм), Weaver або Picatinny.
- Конічна рейка ластівчин хвіст Sako (використовують на моделях SAKO Sako 75, Sako 85, L461, L579, S491, M591, L61R, L691, M995 та TRG-S)
- Кріплення Sauer ISI (Sauer 303 та кілька партій Sauer 202)[51]
- Кріплення Sauer SUM (Sauer 404)[51]
- Інтегрований затвор і замок типу Schultz & Larsen[52][53]
- Кріплення "STANAG" Claw, використовують на FN FAL, HK G3, HK33, G3SG/1 та MP5. Більшість основ STANAG треба використовувати з відповідними кільцями STANAG, але є також основи STANAG для прицілів з рейками.
- Рейка ластівчин хвіст (наприклад, 11 мм, 17 мм або 19 мм). Кут нахилу бічної поверхні варіюється, тому кріплення рейок типу «ластівчин хвіст» можуть розглядатися як нестандартні навіть для заданої ширини.
- Рейка Trijicon ACOG/VCOG

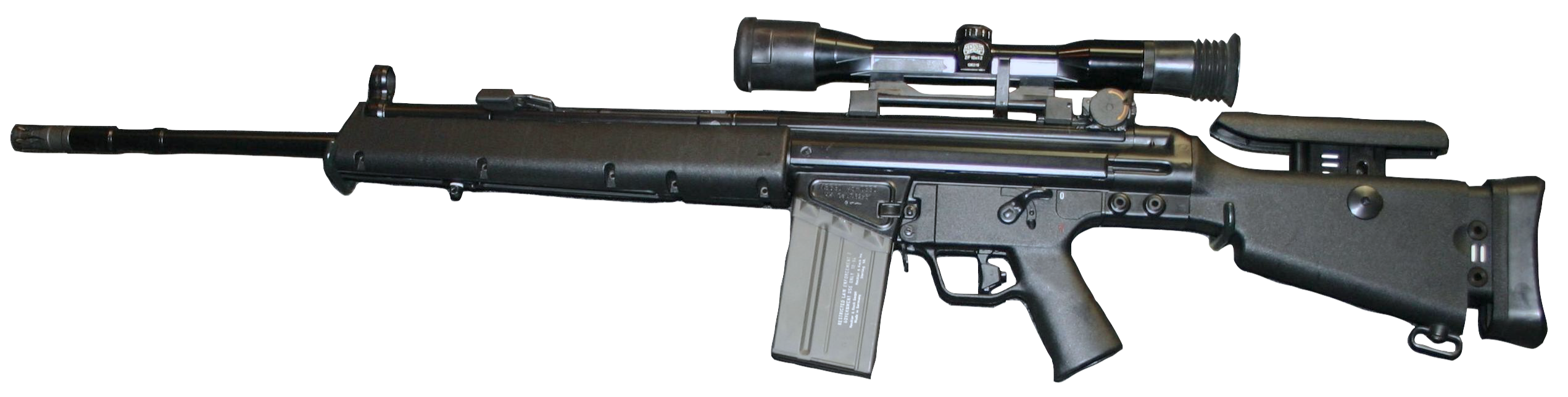
HK MSG90 з прицілом на кріпленні STANAG.

### Схеми гвинтів на базах
На ствольній коробці без вбудованого кріплення для встановлення прицілу, наприклад, вбудованої планки Пікатінні, основа зазвичай представляє собою окрему деталь. Такі кріплення часто залежать від моделі зброї та залежать від таких факторів, як радіус ствольної коробки, тип гвинта та відстань між отворами для гвинтів. Поширеним способом кріплення є гвинти. Зазвичай це метричні розміри M3,5x0,6 мм або США #6-48 (⌀ 3,5 мм, крок 0,53 мм) або #8-40 (⌀ 4,2 мм, крок 0,64 мм).
У багатьох європейських збірках використовуються гвинти M3,5, такі як Sako Optilock, Recknagel та оригінальні кільця CZ . Оскільки #6-48 та M3.5x0.6 мають майже ідентичні діаметри та майже схожу різьбу, є імовірність сплутати їх, особливо якщо змішати гвинти, неправильний гвинт можна вкрутити в отвір, але з часом гвинт зруйнує різьбу. У разі руйнування, в отворі необхідно нарізати нову різьбу і використовувати гвинти M4x0.7 або #8-40 як відповідні альтернативи.
Схема Remington 700
Основа Remington 700 Short Action (SA) є особливо широко поширеною і використовується, наприклад, на таких моделях, як:
- Remington Model 722, 40x, 78, 740, 742, 760, 710, 721, 722 та 725
- Mauser M1996 та Roesser Titan 16
- Mauser SR-97
- Sauer 100, Sauer 101, Mauser M18 (не M12)
- Bergara B14 LA
- Haenel Jäger 10
- Sabatti Rover LA

Remington 700 Long Action (LA) має більшу відстань між передніми та задніми отворами для гвинтів, тому кріплення оптичного прицілу 700 LA не підходить для 700 SA, ні для згаданої вище вогнепальної зброї. Однак двокомпонентні кріплення прицілу в цілому взаємозамінні для вказаних моделей.
Перелік основних схем розташування гвинтів
Основи із заокругленим дном для кріплення на круглі ствольні мости в ідеалі повинні мати трохи менший радіус, ніж ствольна коробка, щоб забезпечити дві точки контакту та забезпечити стабільне кріплення. І навпаки, трохи занадто великий радіус на кріпленні призведе до лише однієї точки контакту та менш стабільного кріплення.
У наведеній нижче таблиці радіус відноситься до кривизни монтажної поверхні на містку ствольної коробки. Основа часто кріпиться двома гвинтами на передньому містку ствольної коробки і двома гвинтами на задньому мосту ствольної коробки, але іноді ще кількома гвинтами. Відстань між отворами вимірюється від центру до центру. Деякі поширені відстані між отворами становлять 12,7, 15,37 та 21,84 мм (0,500, 0,605 та 0,860 дюйма) відповідно.
Два передні гвинти позначені в списку нижче як гвинти 1 і 2, а відстань між передніми отворами позначена як «відстань 1-2». Так само відстань до заднього отвору називається «відстань 3-4». Відстань між ними багато в чому визначається довжиною ствольною коробкою і вказується тут як «відстань 2-3».
| Радіус ствольного моста (задній, передній) | Відстань 1-2 (спереду) | Відстань 2-3 (по-середині) | Відстань 3-4 (позаду) | Моделі |
| ------------------------------------------ | ---------------------- | -------------------------- | --------------------- | --- |
| Ластівчин хвіст, 10.9 мм                   | 12.7 мм                | 76.2 мм                    | 12.7 мм               | Anschütz 64 |
| Ластівчин хвіст, 11 мм                     | 22 мм                  | 80.3 мм                    | 22 м                  | Krieghoff Semprio |
| Ластівчин хвіст, 11 мм                     | Н/Д                    | Н/Д                        | Н/Д                   | SIG Sauer SSG 3000, SIG Sauer 200 STR, Accuracy International (кілька моделей), CZ 452, CZ 453, CZ 455, CZ 511, CZ 512, CZ 513, Mauser 201, Keppeler (кілька моделей) |
| Ластівчин хвіст, 11.26 мм                  | 12.7 мм                | 76.2 мм                    | 12.7 м                | Anschütz 54 |
| Ластівчин хвіст, 16.5 мм                   | 21.84 мм               | *Різні                     | 21.84 мм              | Tikka T3 (*82.2 мм), 55, 65, 558, 590, 690, Tikka Master, Tikka T1 (*63.8 мм). |
| Ластівчин хвіст, 19.5 мм                   | Н/Д                    | Н/Д                        | Н/Д                   | CZ 527 Standard, 550 Standard, 550 Magnum |
| 14 мм, 16.5 мм                             | 21.84 мм               | 95.8 мм                    | 12.74 мм              | Carl Gustaf 1900, Husqvarna 1900, Antonio Zoli 1900 |
| 12 мм, 24 мм                               | 21.84 мм               | 88.5 мм                    | 15.4 мм               | Merkel SR1 |
| 15 мм                                      | 12.5 мм                | 73.5 мм                    | 12.5 мм               | Schultz & Larsen Legacy |
| 15 мм                                      | 21.84 мм               | 22.10 мм                   | 21.84 мм              | Anschütz 1727. Відстань 1-2: 21.84 мм; відстань 2-3: 22.10 мм; відстань 3-4: 21.84 мм; відстань 4-5: 58.67 мм; відстань 5-6: 21.84 мм. |
| 15 мм                                      | 35 мм                  | 35 мм                      | Н/Д                   | Anschütz 1827 Fortner |
| 15.65 мм                                   | 21.84 мм               | 52.3 мм                    | 15.4 мм               | Remington Model 4, 6, 750, Remington 870 (12 та 20 калібр), 870 TAC, 7400, 7600, Benelli M1, M1 Super 90, M2, M3. *Радіус однаковий, але типи гвинтів, що використовуються, різняться |
| 15.9 мм                                    | 22 мм                  | 102.4 мм                   | Varies, 0–13.2 мм     | Mauser K98 Велике кільце Mauser: Modell 98, Centaurian, FN, Interarms Mark X, Parker Hale 1200, Santa Barbara, а також мексиканські Маузери. |
| 16.5 мм                                    | 22 мм                  | 88.4 мм                    | 22 мм                 | Carl Gustaf 3000, Sauer 80, Sauer 90, 92 |
| 16.5 мм, 15 мм                             | 22 мм                  | 103.4 мм                   | 12.7 мм               | Krico Model 700, 900, 902 |
| 16.5 мм                                    | 22 мм                  | 107.4 мм                   | 22 мм                 | Carl Gustaf 2000 |
| 16.5 мм, 18 мм                             | 21.9 мм                | 110.9 мм                   | 12.8 мм               | Heym SR21 |
| 16.5 мм, 15 мм                             | 21.9 мм                | 118.5 мм                   | 12.8 мм               | Heym SR30 |
| (missing)                                  | 21.84 мм               | 101.66 мм                  | 12.8 мм               | Mauser M12 (не такий як у Sauer 101) |
| (missing)                                  | 12.8 мм                | 54 мм                      | 12.8 мм               | Mossberg 500, 535, 835 |
| 17 мм                                      | 21.84 мм               | 98.0 мм                    | 21.84 мм              | Schultz & Larsen Classic DL, 68 DL, 84, 97 DL, 97, M97 |
| 17 мм                                      | 21.84 мм               | 110 мм                     | 21.84 мм              | Rößler Titan 3, Titan 6, Titan α |
| 17 мм                                      | 21.84 мм               | 101.0 мм                   | 21.84 мм              | Schultz & Larsen Ambassador, Victory |
| 17 мм / *                                  | 21.84 мм               | 100.1 мм                   | 21.84 мм              | Savage (короткий затвор): Savage Axis, Savage Edge, Roessler Titan. *Нові моделі мають закруглення як на передньому, так і на задньому мостах ствольної коробки, у той час як у більш старих моделей є радіус на передньому мосту і плоский задній міст.                                 |
| 17 мм / *                                  | 21.84 мм               | 117.58 мм                  | 21.84 мм              | Savage (довгий затвор)*Нові моделі мають закруглення як на передньому, так і на задньому мостах ствольної коробки, у той час як у більш старих моделей є радіус на передньому мосту і плоский задній міст.                                                                               |
| 17 мм, 34 мм                               | 21.84 мм               | 81.7 мм                    | 12.7 мм               | Winchester Модель 70 (WSSM) |
| 17 мм, 34 мм                               | 21.84 мм               | 82.8 мм                    | 21.84 мм              | Winchester Модель 70 (короткий затвор) |
| 17 мм, 34 мм                               | 21.84 мм               | 85.1 мм                    | 21.84 мм              | Winchester XPR Short |
| 17 мм, 34 мм                               | 21.84 мм               | 89.4 мм                    | 21.84 мм              | Winchester Модель 70 (WSM) |
| 17 мм, 34 мм                               | 21.84 мм               | 96.5 мм                    | 21.84 мм              | Winchester Модель 70 (довгий затвор) |
| 17 мм, 34 мм                               | 21.84 мм               | 98.1 мм                    | 21.84 мм              | Winchester XPR Long |
| 17 мм, 34 мм                               | 21.84 мм               | 109.5 мм                   | 21.84 мм              | Winchester Модель 70 (X-Long) |
| 17 мм, 51 мм                               | 21.84 мм               | 82.4 мм                    | 21.84 мм              | Remington 783 Short |
| 17 мм, 51 мм                               | 21.84 мм               | 90 мм                      | 21.84 мм              | Remington 783 Long |
| 17 мм, 51 мм                               | 21.84 мм               | 92.2 мм                    | N/A                   | Remington Model 600, 660, Mohawk |
| 17 мм, 51 мм                               | 21.84 мм               | 113.9 мм                   | 15.4 мм               | Haenel Jäger 10 |
| 17 мм, 51 мм                               | 21.84 мм               | 114 мм                     | 15.35 мм              | Rößler Titan 16 |
| 17 мм, 60 мм                               | 21.8 мм                | (missing)                  | 15.4 мм               | Howa 1500 (міні затвор) |
| 17 мм, 60 мм                               | 21.84 мм               | 87 мм                      | 15.4 мм               | Sabatti Rover 600 (короткий затвор) |
| 17 мм, 60 мм                               | 21.84 мм               | 98.5 мм                    | 15.4 мм               | Howa 1500 (короткий затвор) |
| 17 мм, 60 мм                               | 21.84 мм               | 102.7 мм                   | 15.4 мм               | Sabatti Rover 780 (довгий затвор) |
| 17 мм, 60 мм                               | 21.84 мм               | (missing)                  | 15.4 мм               | Weatherby 300 |
| 17 мм, 60 мм                               | 21.84 мм               | (missing)                  | 15.4 мм               | Weatherby Europa |
| 17 мм, 60 мм                               | 21.84 мм               | 98.5 мм                    | 15.4 мм               | Weatherby Vanguard Short |
| 17 мм, 60 мм                               | 21.84 мм               | 113 мм                     | 15.4 мм               | Weatherby Vanguard Long, Mark V Short |
| 17 мм, 60 мм                               | 21.84 мм               | 114 мм                     | 15.4 мм               | Howa 1500 (довгий затвор) |
| 17.2 мм, 50.8 мм                           | 21.84 мм               | 92.2 мм                    | 15.4 мм               | Remington 700-kortkasse (короткий затвор, SA). Також використовується на Remington Модель 722, 40x, 78, 740, 742, 760, 710, 721, 722 та 725, Mauser M96 / 96S та SR 97, Sauer 100, Sauer 101, Mauser M18 (не M12), Roessler Titan 16, Bergara B14 LA, Haenel Jäger 10, Sabatti Rover LA. |
| 17.2 мм, 50.8 мм                           | 21.84 мм               | 113.9 мм                   | 15.4 мм               | Remington 700-langkasse (довгий затвор, LA). Sauer 100, Sauer 101. |
| 17.4 мм                                    | 21.8 мм                | 93 мм                      | 21.8 мм               | Sauer 200 (не 200 STR) |
| 17.4 мм                                    | 21.84 мм               | 94.2 мм                    | 21.84 мм              | Sauer 202 |
| 17.4 мм                                    | 21.84 мм               | 100.2 мм                   | 21.84 мм              | Sauer 202 Magnum |
| 17.5 мм                                    | 21.9 мм                | 98.5 мм                    | 2x15.4 мм             | Anschütz 1780, 1781 |
| 17.5 мм                                    | 21.84 мм               | 98.5 мм                    | 2X15.4 мм             | Haenel SLB 2000 Plus (+), H&K SLB 2000 |
| 17.5 мм                                    | 21.84 мм               | 98.5 мм                    | 2x15.4 мм             | Merkel SR1 Basic |
| 17.5 мм                                    | 10 мм                  | 99.9 мм                    | 10 мм                 | Steyr-Mannlicher Luxus (l, m, s) |
| 17.5 мм                                    | 10 мм                  | 100.5 мм                   | 10 мм                 | Steyr-Mannlicher (середній затвор, старі моделі) |
| 17.5 мм                                    | 21.84 мм               | 56 мм                      | 21.84 мм              | Steyr-Mannlicher (супер короткий затвор): Classic, Pro Hunter |
| 17.5 мм                                    | 21.84 мм               | 76 мм                      | 21.84 мм              | Steyr-Mannlicher (короткий затвор): Classic, Pro Hunter, Export, SM12 |
| 17.5 мм                                    | 21.84 мм               | 83 мм                      | 21.84 мм              | Steyr-Mannlicher (середній затвор): Classic, Pro Hunter, Export, SM12 |
| 17.5 мм                                    | 21.84 мм               | 87.5 мм                    | 21.84 мм              | Steyr-Mannlicher (довгий затвор): Classic, Pro Hunter, Export, SM12 |
| 17.5 мм, 18 мм, 14 мм                      | (varies)               | (varies)                   | (varies)              | Mauser Modell 93, 94, 95 and 96, samt Kurz. Mauser small ring (G33/40, vz. 33). |
| 18 мм                                      | 12.7 мм                | 81 мм                      | 12.7 мм               | Browning Acera, Browning Maral, Benelli ARGO, Browning BAR, Winchester SXR Vulcan, Fabarm Iris |
| 19.1 мм                                    | (varies)               | (varies)                   | (varies)              | Mauser Magnum (комерційний) |
| 34 мм                                      | 21.8 мм                | 82.4 мм                    | 21.8 мм               | Sako A7 (короткий затвор) |
| 34 мм                                      | 21.8 мм                | 84.5 мм                    | 21.8 мм               | Sako A7 (середній затвор) |
| 34 мм                                      | 21.8 мм                | 95.5 мм                    | 21.8 мм               | Sako A7 (довгий затвор) |
| 34 мм (35.6 мм)                            | 21.84 мм               | 76 мм                      | 14 мм                 | Browning A-Bolt (короткий I) |
| 34 мм (35.6 мм)                            | 21.8 мм                | 79 мм                      | 21.8 мм               | Browning A-Bolt (короткий II) |
| 34 мм (35.6 мм)                            | 21.8 мм                | 82.5 мм                    | 21.8 мм               | Browning A-Bolt (короткий III) |
| 34 мм (35.6 мм)                            | 21.8 мм                | 98.1 мм                    | 21.8 мм               | Browning A-Bolt (довгий III) |
| (відсутній)                                | 17.78 мм               | 71.74 мм                   | 17.78 мм              | Browning X-Bolt (супер короткий) |
| (відсутній)                                | 17.78 мм               | 74.74 мм                   | 17.78 мм              | Browning X-Bolt (короткий) |
| (відсутній)                                | 17.78 мм               | 93.84 мм                   | 17.78 мм              | Browning X-Bolt (довгий) |
| 38.1 мм                                    | 12.7 мм                | 65.35 мм                   | 15.4 мм               | Ruger 10/22 |
| Плаский                                    | 12.7 мм                | 47.6 мм                    | 12.7 мм               | Marlin 1894 |
| Плаский                                    | 12.7 мм                | Varies*                    | 12.7 мм               | Marlin Модель 1894, 1895, 336, 338, 308, 444.*Відстань між передньою та задньою основою може бути різною та може становити, наприклад, 47,6 мм, 60,3 мм або 69,85 мм. |

## Інші особливості

### Швидке знімання

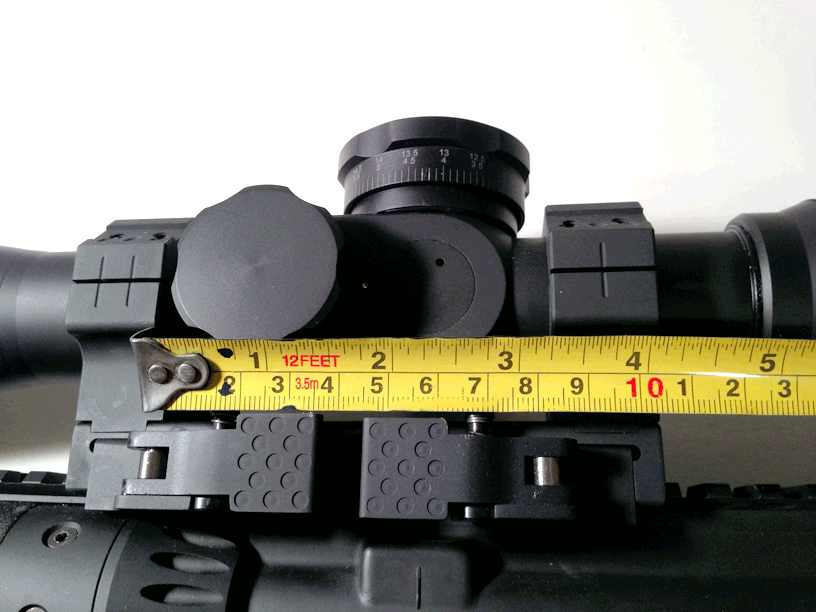
Кріплення Пікатінні з двома важелями для швидкого знімання.

Швидке знімання може стосуватися кількох різних варіантів кріплень прицілу, які можна швидко встановити та зняти без інструментів

### Нахил
У деяких випадках може бути доцільно додати додатковий кут нахилу прицілу, щоб мати можливість стріляти на більшу (або меншу) відстань. Наприклад, це популярно для стрільби на далекі дистанції, де зазвичай використовується кут нахилу 6 mrad (20 MOA). Додатковий нахил може бути досягнутий кількома способами, наприклад, за допомогою похилої планки Пікатінні ( нахил 6 мрад), за допомогою основ або кілець ( нахил 6 мрад) або за допомогою спеціальних вставних кілець ( Burris Pos-Align).

## Висота прицілу
Висота прицілу може бути важливою для опори щоки, щоб забезпечити правильне розміщення очей, а також для розрахунку балістики (наприклад, балістична таблиця). Останнє особливо актуально на дуже близьких дистанціях (наприклад, 15 метрів), у той час як на великих дистанціях  висота прицілу менше впливає на балістичні розрахунки.
Висоту прицілу можна виміряти різними способами. Відносно балістичних розрахунків, зазвичай вони вимірюються лише від центру осі каналу стволу до центру прицілу (лінії візування). Стосовно упору для щоки, використовується кілька методів: на вогнепальній зброї з планкою Пікатінні висота вимірюється від верху планки Пікатінні на вогнепальній зброї. На більшості інших типів основ прийнято вимірювати від верхнього радіуса містка ствольної коробки.
Коли нижня точка вимірювання визначена, вимірюється висота або до оптичного центру, або до нижньої частини труби прицілу на прицілах з кільцевим кріпленням. Різниця між цими двома методами вимірювання полягає у відстані від оптичного центру до нижньої частини труби прицілу і зазвичай відповідає половині діаметра труби (наприклад, 15 мм для біноклів з 30 мм трубою).